# Voegtlinshoffen
Voegtlinshoffen là một xã trong tỉnh Haut-Rhin, vùng Grand Est ở đông bắc Pháp. Xã này có diện tích 3,99 km², dân số năm 1999 là 550 người. Khu vực này có độ cao 340 mét trên mực nước biển.